# Leptacis aranea
Leptacis aranea är en stekelart som beskrevs av Lubomir Masner 1960. Leptacis aranea ingår i släktet Leptacis och familjen gallmyggesteklar. Inga underarter finns listade i Catalogue of Life.